# Cyclommatus elaphus elaphus
Cyclommatus elaphus elaphus es una subespecie de coleóptero de la familia Lucanidae.

## Distribución geográfica
Habita en Sumatra (Indonesia).